# Comptche
Comptche est une census-designated place située dans le comté de Mendocino, dans l’État de Californie, aux États-Unis. Sa population s’élevait à 159 habitants lors du recensement de 2010.

## Démographie
| 2000 | 2010 | - | - | - | - |
| ---- | ---- | - | - | - | - |
| 128  | 159  | - | - | - | - |

## Source
- (en) Cet article est partiellement ou en totalité issu de l’article de Wikipédia en anglais intitulé « Comptche, California » (voir la liste des auteurs).